# Pietro Pajetta
Pietro Pajetta, né le 22 mars 1845 à Vittorio Veneto et mort le 10 avril 1911 à Padoue, est un peintre italien faisant principalement des scènes de genre.

## Galerie

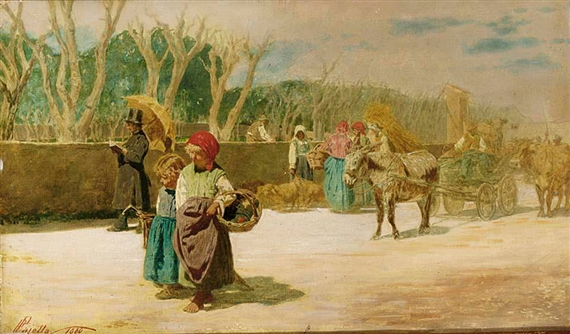
L'andata al mercato (1880)
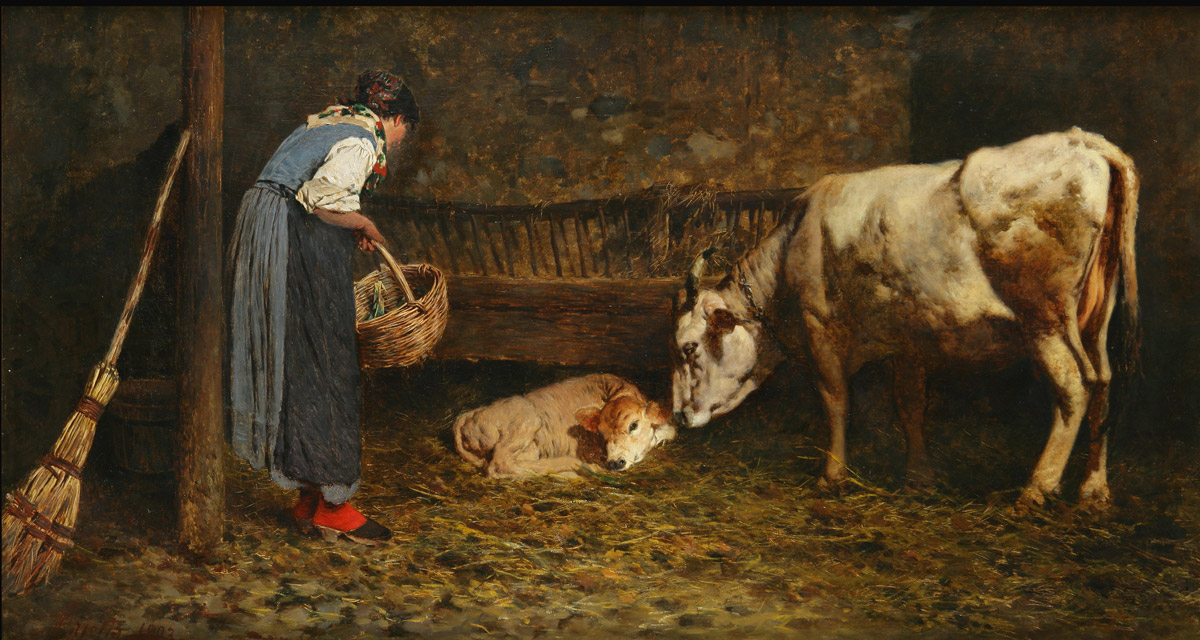
Il nuovo nato (1883)
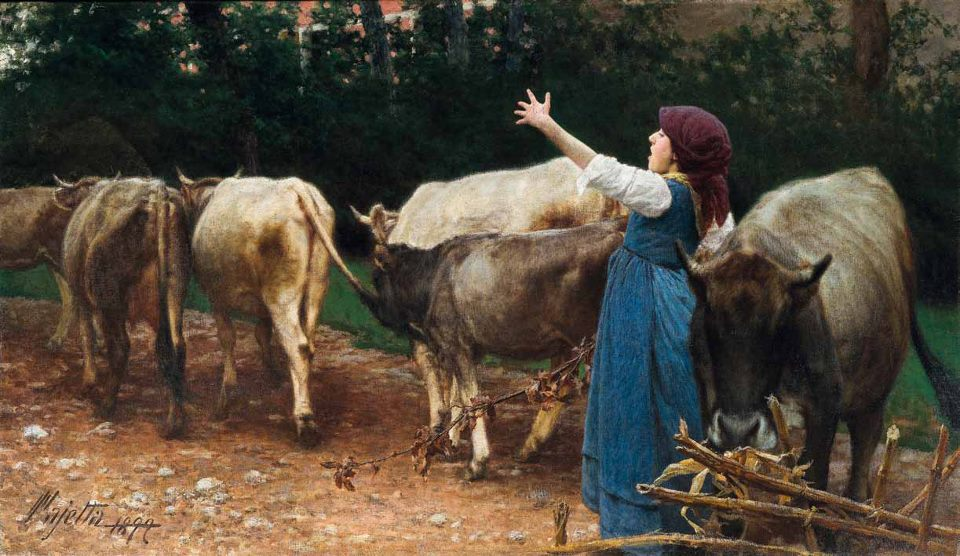
Giovane mandriana (1892)
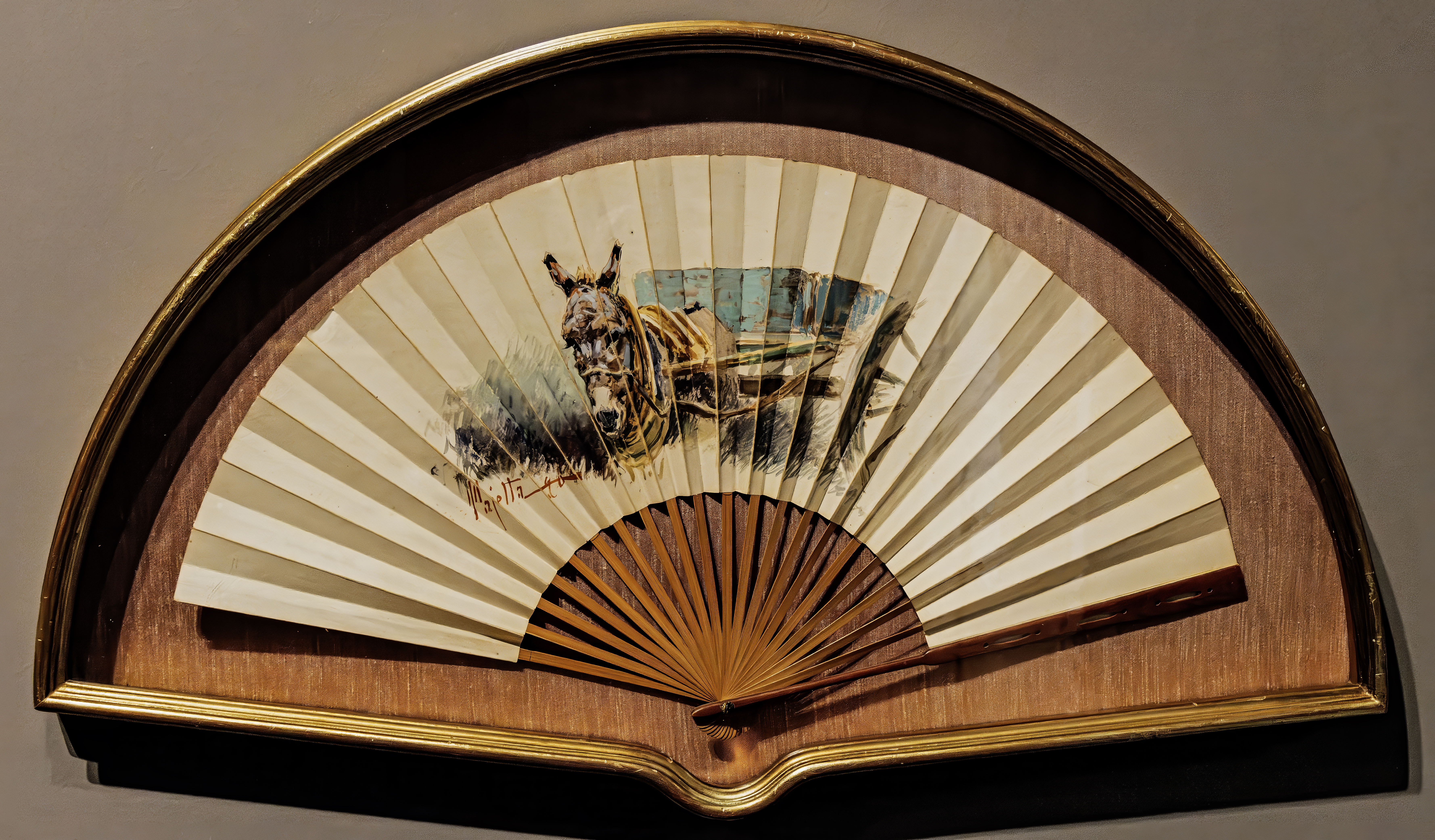
Eventail avec un âne tirant une charrette (1896)
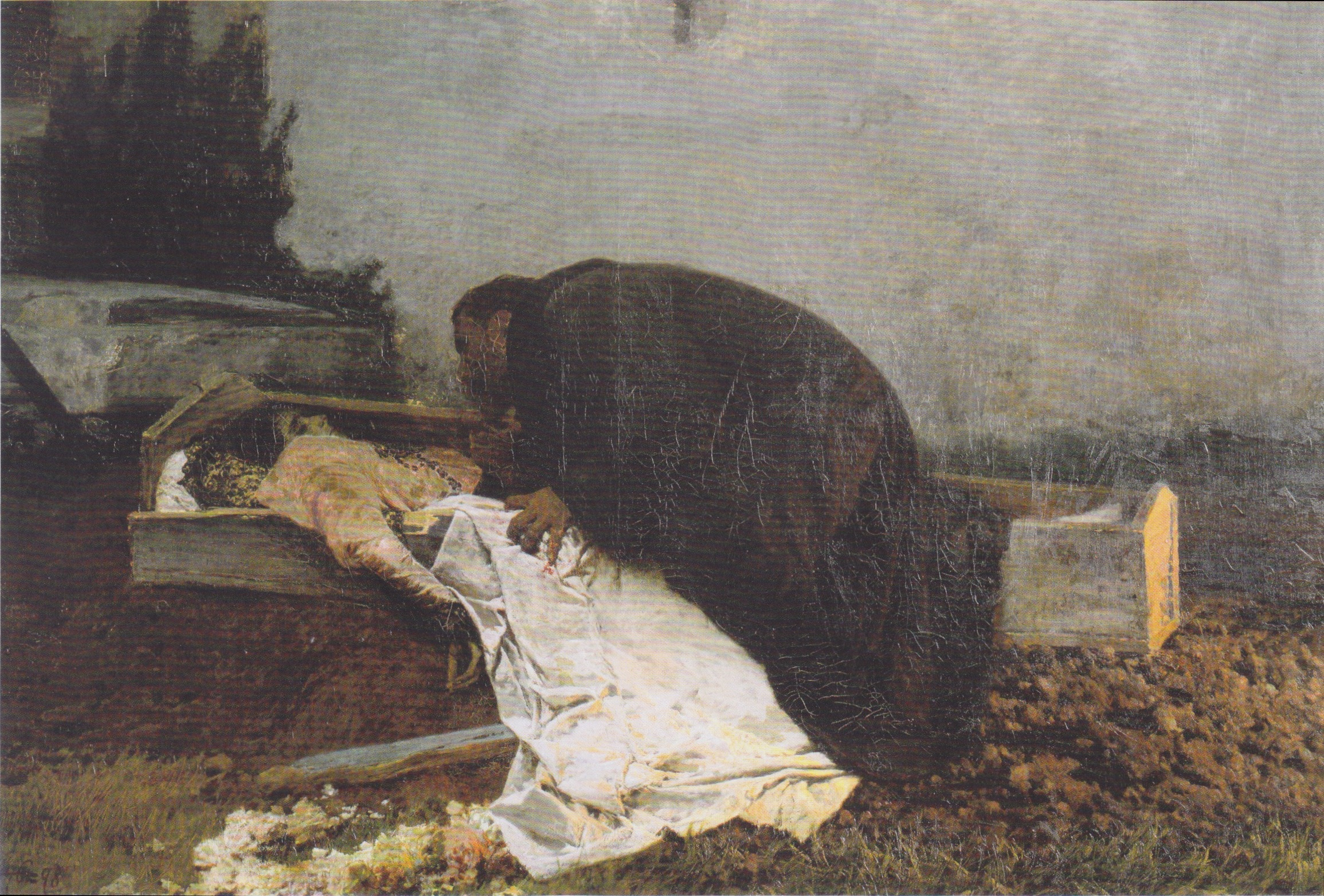
L'Odio (1896)